# El verano feliz de la señora Forbes
El verano feliz de la señora Forbes, escrito originalmente en 1976, es el décimo del compendio de doce cuentos escritos por Gabriel García Márquez a lo largo de dieciocho años, que conforman el libro titulado
Doce cuentos peregrinos.
El cuento fue adaptado en 1989 para la televisión por Jaime Humberto Hermosillo, con Hanna Schygulla como Frau Forbes.

## Argumento
Durante un caluroso verano en la isla de Pantelaria, al sur de Sicilia, los dos hijos de un matrimonio formado por un escritor caribeño y una maestra colombiana, quedan al cuidado de la señora Forbes, una institutriz alemana extremadamente estricta, mientras sus padres participan en un crucero cultural por el Egeo.
Los niños pronto se dan cuenta de que la institutriz no es tan estricta consigo misma como lo es con ellos.